# Elde
Elde je německá řeka, která je nejdelší řekou spolkové země Meklenbursko-Přední Pomořansko. Délka jejího toku je 206,9 km. Plocha povodí měří 2989,7 km². Odvodňuje Meklenburskou jezerní plošinu včetně jezera Müritz do Labe. Pod odtokem z jezera Plauer See je regulovaná a celkem je v délce 180 km splavná, přičemž tvoří vodní cestu Müritz-Elde-Wasserstraße.

## Průběh toku
Pramení západně od Darze v obci Altenhof a teče na západ do Finckenu, kde se stáčí k jihu. Protéká několika menšími jezery, z nichž největší jsou Massower See a Mönch See. Postupně mění směr svého toku na východní a severní až se u Rechlinu vlévá z jihu do jezera Müritz. Jezero opouští na severu a postupně protéká dalšími jezery Meklenburské jezerní plošiny (Kölpinsee, Fleesensee, Malchower See, Petersdorfer See, Plauer See) z východu na západ. Z posledního jezera odtéká na východní straně v Plau am See a pokračuje v meandrech východním směrem, přičemž se místy rozděluje na původní Alte Elde a nově vybudovaný plavební kanál Müritz-Elde-Wasserstraße. Protéká Lübzem a Parchimem a 14 km za ním se z ní odděluje severovýchodním směrem vodní cesta Störkanal do Zvěřínského jezera. V těchto místech také řeka definitivně nabírá jižní směr a pokračuje přes Neustadt-Glewe, Grabow do Eldeny, kde ji doleva opouští Alte Elde ústící do Löcknitzu. Řeka pak jakožto Müritz-Elde-Wasserstraße pokračuje do Dömitzu, kde ústí zprava do Labe.

### Přítoky
- levé – Gehlsbach, Moosterbach, Roter Bach (Slate), Brenzer Kanal, Meynbach
- pravé – Roter Bach (Paarsch), Wocker, Störkanal

## Vodní režim
Průměrný průtok Müritz-Elde-Wasserstraße je 11 m³/s.